# Toni Ulmen
Toni Ulmen va ser un pilot de curses automobilístiques alemany que va arribar a disputar curses de Fórmula 1.
Toni Ulmen va néixer el 25 de gener del 1906 a Düsseldorf, Alemanya i va morir el 4 de novembre del 1976.

## A la F1
Va debutar a la tercera temporada de la història del campionat del món de la Fórmula 1, la corresponent a l'any 1952, disputant el 18 de maig el GP de Suïssa, que era la prova inaugural de la temporada.
Toni Ulmen va participar en dues curses puntuables pel campionat de la F1, les dues curses dins de la temporada 1952 i no va tornar a córrer a la F1.
Fora del campionat de la F1 va disputar nombroses proves amb millors resultats que a les curses oficials.

## Resultats a la Fórmula 1
| Any  | Equip      | Xassís         | Motor   | 1       | 2   | 3   | 4   | 5   | 6     | 7   | 8   | Posició | Punts |
| ---- | ---------- | -------------- | ------- | ------- | --- | --- | --- | --- | ----- | --- | --- | ------- | ----- |
| 1952 | Toni Ulmen | Veritas-Meteor | Veritas | SUI Ret | 500 | BEL | FRA | GBR | ALE 8 | HOL | ITA | -       | 0     |

### Resum
| Curses: | Victòries: | Pòdiums: | Poles: | Voltes ràpides: | Punts: |
| ------- | ---------- | -------- | ------ | --------------- | ------ |
| 2       | 0          | 0        | 0      | 0               | 0      |